# Bitva u Marston Moor
 Bitva u Marston Moor  byla jedna z rozhodujících bitev anglické občanské války. Odehrála se 2. července 1644 u Marston Moor, nedaleko města York v Anglii. Spojené vojsko parlamentu a skotských covenanterů v ní drtivým způsobem porazilo královskou armádu Karla I., jíž velel Ruprecht Falcký. Royalisté byli následně odříznuti od severních oblastí Anglie a od přístupu k přístavům v Severním moři, což rozhodně ovlivnilo další průběh války.